# モノノケハント
モノノケハントは、フジテレビで放送されていた特別番組。

## 概要
レジャー施設・アスレチック施設を舞台に、パルクール選手らが扮する「モノノケ」を捕まえ競うゲーム番組。
先発の『超水上サバイバルオチルナ!』同様、制作には『run for money 逃走中』のスタッフが一部携わっている。

## 放送日時
| 回数 | 放送日                 | 放送時間（JST） | 放送枠   | 舞台                                  | 備考  |
| ---- | ---------------------- | --------------- | -------- | ------------------------------------- | ----- |
| 1    | 2021年1月9日（土曜）   | 1:35 - 2:35     | （なし） | さがみ湖リゾート プレジャーフォレスト |       |
| 2    | 2021年3月29日（月曜）  | 19:00 - 21:00   | （なし） | ツインリンクもてぎ                    | [ 1 ] |
| 3    | 2021年11月14日（日曜） | 20:00 - 21:54   | 日バラ8  | ツインリンクもてぎ                    | [ 2 ] |

## ルール

### 第1回・第2回
エリアに大量のモノノケが出現。モノノケに追い付き、シッポを手に入れることができれば「ハント」となりそのシッポを自分の物とすることができる。
シッポによって賞金額が変わり、白シッポ（1千円）→青シッポ（5千円）→赤シッポ（1万円）→黒シッポ（5万円）→レインボーシッポ（10万円）と上がっていくが、当然高額のシッポほど相手するモノノケも強くなる。また、徒党を組んで追い込むことも可能だが、シッポを手に入れることができるのは実際にハントした1名のみ、賞金の山分けもできないため必然的にいつ出し抜くか必要となる。
制限時間の中で一番獲得賞金の多かった1人が優勝者となり、優勝者のみが獲得したシッポに応じた賞金を手に入れることができる。
特殊モノノケ
青シッポ以上のモノノケはいずれも特殊能力を持っており、プレイヤーを翻弄する。
- パルクールモノノケ:パルクール選手のモノノケ。身軽さとバランス感覚でプレイヤーを翻弄する。
- ラガーマンモノノケ:雄たけびを上げながらプレイヤーに突進するフリをし、プレイヤーを威圧する。
- 軟体モノノケ:体の柔軟性を生かし狭い所を動き回る。
- マジシャンモノノケ:プレイヤーにカード勝負を持ちかける。カードの中から当たりを引けばシッポを獲得。しかし、ハズレを引いた場合、その時点で所持しているシッポ全てを失う。
- ボクサーモノノケ:丸いリングの中で1分間逃げ回るもののけの背後を取りシッポを獲得すればクリア。1分以内に取れなければ獲得したシッポは全て失う。
- マラソンモノノケ:現役駅伝選手のもののけ。山登りを得意とし、急斜面でも快走を見せる。
- トリッキングモノノケ:トリッキングの技術を生かしプレイヤーがシッポを取ろうとするのを回避する。また、一定時間経つとモノノケの巣に戻ってしまい捕まえることができない。
- フリーリフティングモノノケ:フリーリフティングの強者のモノノケ。1分以内にボールを取ることができればシッポを獲得できる。
- 筋肉モノノケ:狭い道に潜み、向かってくるプレイヤーを怪力で投げ飛ばしシッポを取らせない。
- 陸上モノノケ:俊足でプレイヤーを突き放す。
- スラックラインモノノケ:スラックラインをするモノノケ。高所に張られたラインの上を自在に渡りプレイヤーを翻弄する。
- BMXモノノケ:BMXに乗りながらプレイヤーを翻弄する。
- ダブルダッチモノノケ:ダブルダッチをするモノノケ集団。5人いるがシッポがついているのは1人だけ。
- ゴーカートモノノケ:ボーナスステージに登場。プレイヤーもカートを運転し、2分以内にゴーカートの後ろに付けられたシッポを手にできれば獲得。

ボーナスステージ
白シッポのモノノケが持つ地図やカードを手に入れたプレイヤーが挑戦。特殊なフィールドに移動し、高額シッポや大量獲得が望めるチャンスに挑戦できる。
全トリシール
第2回で登場。エリア内のどこかに隠されており、獲得したプレイヤーは誰かに貼り付けることでそのプレイヤーがその時点で所持していたシッポ全てを奪うことができる。獲得者が出た場合場内アナウンスによって全プレイヤーに通知される。
ルール
第1回
制限時間1時間。終了時の獲得賞金が一番多かったプレイヤーが賞金獲得。
第2回
まず制限時間1時間の「1stステージ」に18人が挑戦。終了時の獲得賞金上位6人がファイナルステージ進出。
進出できなかった12人も「リベンジステージ」に挑戦。アスレチック内に潜むモノノケのシッポを手に入れた1人がファイナルステージに進出。6人ずつ2グループに分かれ、2人が復活。復活者も1stステージ終了時の獲得賞金を持ち越す。
ファイナルステージは制限時間30分。全トリシールも1枚用意されているが、奪う事の出来るシッポ（賞金）はファイナルステージ獲得分のみとなる。終了時点で2ステージの合計獲得賞金が一番高かったプレイヤーが賞金獲得となる。

### 第3回
3人1組のチーム制となり6チームによる対抗戦。制限時間120分の間に8つのエリアを捜索し白モノノケのシッポを捕まえる。
モノノケを発見すると「ハントバトル」となり対決。各エリアには制限時間が定められており、その時間内に捕まえることができれば白シッポ・10ポイントを獲得。時間内に捕まえられないとモノノケは逃げてしまう。第1回・第2回と違い全てのモノノケがパルクールの名手やアスリートとなっている。獲得したシッポを誰が持つかは自由であり、適宜持ち主を変えることも可能。
ゲーム途中からは各チームにコインのルールが通知。エリア内に50枚のコインが隠されており、コインを手に入れ「ぶきや」に持っていくことでシッポとりに有利なアイテムを購入することができる。お助け超人は購入すると10分間だけチームに帯同し加勢してくれる。
- ハントガン（コイン1枚） - 小型の銃。弾をモノノケに当てると5秒間モノノケが動けなくなる。
- マジックハンド（コイン2枚）- リーチを長くすることができる。
- ハントボール（コイン2枚）- 巨大なボール。モノノケの動きを邪魔することができる。
- ハントバズーカ（コイン3枚） - 巨大なバズーカ。弾をモノノケに当てると10秒間モノノケが動けなくなる。
- お助け超人1号（コイン3枚）- パルクール女子世界一・泉ひかり。
- お助け超人2号（コイン3枚）- リオ五輪・レスリング銀メダリスト・太田忍

各チームには1枚ずつ「横ドリシール」を持っており、相手チームのメンバーに貼ることができれば貼り付けたメンバーがその時点で所持しているシッポを奪うことができる。お助け超人に指示して貼ってもらうことも可能。
終盤には新たにエリア内に3体の黒もののけが登場。獲得すれば黒シッポ1本につき30ポイント獲得。
- 黒カートモノノケ - カートにのったモノノケ。カートの後ろにシッポをぶら下げながら走行。プレイヤー3人もカートに乗り、モノノケがコース内を5周する間にシッポを掴むことができれば獲得。モノノケのカートを追っても、停止し待ち伏せを仕掛けるのも構わないが逆走は禁止。
- 黒ロボットモノノケ - ラジコンによるモノノケロボ。猛ダッシュとラジコンならではの急旋回・急停止でプレイヤーを翻弄する。
- 黒パルクールモノノケ - 高さ18mのタワーを自在に上り下りするモノノケ。

獲得ポイントの合計上位2チームがファイナルステージに進出する。
ファイナルステージ
複雑に足場が組み合わさった「格闘場」で行う。パルクール日本一・鬼ごっこ世界大会入賞の「レインボーモノノケ」のシッポを巡り2チーム同時に対決。先にシッポを手に入れたチームが優勝・賞金100万円獲得。

## スタッフ
第3回（2021年11月14日放送分）
- ナレーション：吉野裕行
- 実況：鈴木芳彦
- 企画：田村優介（フジテレビ）
- テーマ曲：フルカワユタカ
- 構成：大井洋一、安田聡太、エモペイ、須毛原淳
- 美術プロデューサー：吉良久仁子（第1回では美術制作と表記）
- デザイン：齋田崇史（フジテレビ）
- アートコーディネーター：鈴木真吾
- 大道具：市川賢人
- アクリル装飾：堀内重彰
- アートフレーム：曽根原潤
- コスチューム衣装：中川祐花
- メイク：河上ともみ
- 車両：ビューイック
- CAM：檀 亮、才沢誠二、坂口賢大
- 編集：斉藤紗矢香
- MA：足達健太郎
- 音響効果：矢部公英
- TK：盛山潮里
- 美術協力：フジアール
- イラスト：wood
- 技術協力：エスパシオ、IMAGICA Lab.
- 設営：柴田真兵
- 協力：LOGIC、ASNOVA、YOKOMO、あミューズ、プラスワンインターナショナル、東京オフラインセンター、ブレイズ
- 撮影協力：モビリティランド、ツインリンクもてぎ
- モノノケ：木本登史、八木和也、上杉昌史、KOSHIAN、横山知輝、細川雄太、永田悠真、竹田大介、松本徹平、小林拓真、中村水月
- AD：古川裕一郎
- ディレクター：萩原正雄、平尾連基、三宅佑治、蔡理皓、久保光史
- アシスタントプロデューサー：西川絢子
- プロデューサー：野田雄司（吉本興業）、加藤大・三井静香（FCC）、嶋田哲治
- 演出：鈴木一休（FCC）
- 制作協力：吉本興業、FCC
- 制作著作：フジテレビ

### 過去のスタッフ
- ナレーター：奈佐健臣（第1回）
- メイク：TATSU（第1回）
- 編集：松村佳明（第1回）
- MA：村尾博一（第1回）
- 技術協力：ジーリンク（第1回）
- 協力：トループ（第1回）
- AD：村田穂乃香、片木雅純（ともに第1回）
- ディレクター：開発太志、渡辺恭三、大谷真也、金只和史、鈴木圭介、鈴木章浩、浅川拓哉、山﨑恵弘、得能和貴、白石宗之、喜多剛祐
- AP：角田英次郎（吉本興業）
- プロデューサー：増田潤則（吉本興業）、春日聰（FCC）、村山学